# Prassi
Koordinaten: 58° 43′ N, 22° 37′ O
Prassi ist ein Dorf (estnisch küla) in der Landgemeinde Hiiumaa (bis 2017: Landgemeinde Emmaste). Es liegt auf der zweitgrößten estnischen Insel Hiiumaa (deutsch Dagö).
Prassi hat neun Einwohner (Stand 31. Dezember 2011).
Der Ort liegt nordöstlich des Dorfes Emmaste.